# The Bad Touch
The Bad Touch ist ein Popsong der Bloodhound Gang aus dem Jahr 1999, der von Jimmy Pop geschrieben wurde und auf dem Album Hooray for Boobies veröffentlicht wurde. Er stand vor allem in Nordamerika wegen seines anzüglichen Textes und des Musikvideos in der Kritik, während es in zahlreichen europäischen Ländern zum Nummer-eins- und Top-10-Hit wurde.

## Geschichte
Die Bloodhound Gang hatte 1997 mit Fire Water Burn ihren letzten Charterfolg und musste sich zwischen einem Weg als ernsthafte Musikgruppe oder als Spaß-Band entscheiden. Den Musikern gefiel das Image als Spaß-Band besser, sodass sie diesen Weg wählten. Als der Sänger Jimmy Pop im Discovery Channel Bilder über kopulierende Tiere sah, hatte er das Thema für den Liedtext gefunden: Er schrieb einen Song über Sex, das diesen auf eine einfache Formel reduziert, Geschlechtsverkehr wie die Tiere in der Wildnis zu haben:
| You and me, baby, ain’t nothin’ but mammals, So let’s do it like they do on the Discovery Channel. | Du und ich, Baby, sind nichts anderes als Säugetiere, Also lass es uns so tun, wie die es im Discovery Channel tun. |

Die Single The Bad Touch wurde am 3. September 1999 als zweite Auskopplung aus dem Album Hooray for Boobies veröffentlicht. Sie erreichte in Deutschland Platz eins der Singlecharts und in Österreich, der Schweiz und in Großbritannien die Top 10. In den USA war das Lied mit Platz 52 nur mäßig erfolgreich.
Auf dem Cover der Single sind zwei kopulierende Zebras abgebildet.

## Musikvideo
Das Musikvideo wurde im Sommer 1999 gedreht und existiert in verschiedenen Versionen. Am Anfang tanzt die Band in Affenkostümen mit überdimensionalen Ohren an verschiedenen Orten in Paris, beispielsweise auf der Place de l’Estrapade, der Avenue de Saxe und dem Champ de Mars. In einer Szene verfolgen sie vier junge, schwarzgekleidete Frauen. Sie betäuben sie mit aus Blasrohren abgeschossenen Betäubungspfeilen und kidnappen sie. In einer weiteren Szene ködern sie mit einem an einer Angelrute befestigten Croissant drei Küchenchefs und locken sie weg.
In einem Café werden zwei als Seeleute gekleidete Schwule mit Baguettes bewusstlos geschlagen. Ein kleinwüchsiger Pantomime, gespielt von Jordan Prentice, wird mittels eines Netzes gefangen. Alle Gefangenen finden sich in einem Käfig wieder. Am Ende des Videos werden alle freigelassen und tanzen durch die Straßen, bis der Pantomime von Lüpüs Thünder mit einem Renault 5 überfahren wird.
In der unzensierten Version sind zu Beginn des Videos außerdem kopulierende Affen zu sehen, die Teil einer Fernsehdokumentation sind, die auf einem Fernsehgerät in einem Schaufenster läuft und von der Band rezipiert wird. Außerdem gibt es am Ende des Videos eine Szene, in der zwei Bandmitglieder mit einer braunen Flüssigkeit spielen und sich gegenseitig bespucken.

## Rezensionen
Frank Saxe schrieb dem Lied zu, dass es die „Sicherheitszone des Radios“ gesprengt hätte, und lobt besonders den Beat, der einem das Gefühl gebe, wieder ein Schuljunge zu sein. Am 11. September 2010 führte Matthew Wilkening von AOL Radio The Bad Touch auf Platz 49 der Liste der 100 Worst Songs Ever. Er charakterisierte das Lied als „kindisch“, bezeichnete aber die Textzeile „So let’s do it like they do on the Discovery Channel“ als „ziemlich clever“.
Verschiedene kanadische Radiostationen wurden von der Aufsichtsbehörde ermahnt, weil sich Hörer beschwerten, nachdem das Lied gespielt worden war. Nach Auffassung der Behörde überschreite das Lied zwar nicht die Grenze zwischen unangemessen und inakzeptabel, aber es verletzte kanadische Radiostandards.
Wegen der Szene mit den beiden Seeleuten stand das Musikvideo in der Kritik der GLAAD, die es als „in jeder Hinsicht schwulenfeindlich“ und „für heutige Verhältnisse nicht akzeptabel“ bezeichnete. In Abstimmung mit dem Musiksender MTV kürzte Geffen Records daraufhin das Video.
Die britische Musikzeitschrift NME führt das Video auf Platz 22 der 50 schlechtesten Musikvideos aller Zeiten. Es zeige die Bloodhound Gang bei ihrer Mission, so unlustig wie möglich zu sein, und dies sei ihr gelungen.

## Kommerzieller Erfolg

### Chartplatzierungen
| ChartsChartplatzierungen       | Höchstplatzierung | Wochen |
| ------------------------------ | ----------------- | ------ |
| Deutschland (GfK)              | 1 (22 Wo.)        | 22     |
| Österreich (Ö3)                | 3 (24 Wo.)        | 24     |
| Schweiz (IFPI)                 | 4 (39 Wo.)        | 39     |
| Vereinigte Staaten (Billboard) | 52 (12 Wo.)       | 12     |
| Vereinigtes Königreich (OCC)   | 4 (14 Wo.)        | 14     |

| ChartsJahrescharts (1999) | Platzierung |
| ------------------------- | ----------- |
| Deutschland (GfK)         | 13          |
| Österreich (Ö3)           | 16          |
| Schweiz (IFPI)            | 31          |

| ChartsJahrescharts (2000)    | Platzierung |
| ---------------------------- | ----------- |
| Schweiz (IFPI)               | 83          |
| Vereinigtes Königreich (OCC) | 20          |

### Auszeichnungen für Musikverkäufe
| Land/Region                  | Auszeichnungen für Musikverkäufe (Land/Region, Auszeichnung, Verkäufe) | Verkäufe  |
| ---------------------------- | ---------------------------------------------------------------------- | --------- |
| Australien (ARIA)            | Platin                                                                 | 70.000    |
| Belgien (BRMA)               | Gold                                                                   | 25.000    |
| Dänemark (IFPI)              | Gold                                                                   | 45.000    |
| Deutschland (BVMI)           | 3× Gold                                                                | 900.000   |
| Neuseeland (RMNZ)            | Gold                                                                   | 7.500     |
| Österreich (IFPI)            | Gold                                                                   | 25.000    |
| Schweden (IFPI)              | 2× Platin                                                              | 60.000    |
| Schweiz (IFPI)               | Gold                                                                   | 25.000    |
| Vereinigtes Königreich (BPI) | Platin                                                                 | 600.000   |
| Insgesamt                    | 6× Gold · 5× Platin ·                                                  | 1.757.500 |

## Coverversionen (Auswahl)
- 2000: Mambo Kurt
- 2006: Black Ingvars
- 2021: Feuerschwanz